# 塘前乡 (永泰县)
塘前乡是中华人民共和国福建省福州市永泰县下辖的一个乡。

## 行政区划
塘前乡共辖6个行政村：
大樟村、莒口村、官烈村、赤鲤村、芋坑村和岭头村。